# 杜蘭戈州
杜蘭戈州（西班牙語：Estado Libre y Soberano de Durango）是墨西哥的一個州，位於該國的中部偏西北。2003年估計人口為 1,450,000。首府杜蘭戈市。

## 地理
西部有西馬德里山脈，是北起契瓦瓦州，南至薩卡特卡斯州巨大礦床的一部分，當中的銀亦是西班牙殖民者來到這裡的原因。

## 經濟
以農業、畜牧業、林業為主。主要農產品有小麥、棉花、甘蔗、煙草、玉米、蔬菜等。